# چون وو هی
چون وو هی (کره‌ای: 천우희؛ زادهٔ ۲۰ آوریل ۱۹۸۷) بازیگر اهل کره جنوبی است. از فیلم‌ها یا برنامه‌های تلویزیونی که وی در آن نقش داشته است می‌توان به ارابه، در انتظار باران و قفل باز شده اشاره کرد.